# Pritchardia waialealeana
Pritchardia waialealeana là loài thực vật có hoa thuộc họ Arecaceae. Loài này được Read miêu tả khoa học đầu tiên năm 1988.

## Hình ảnh

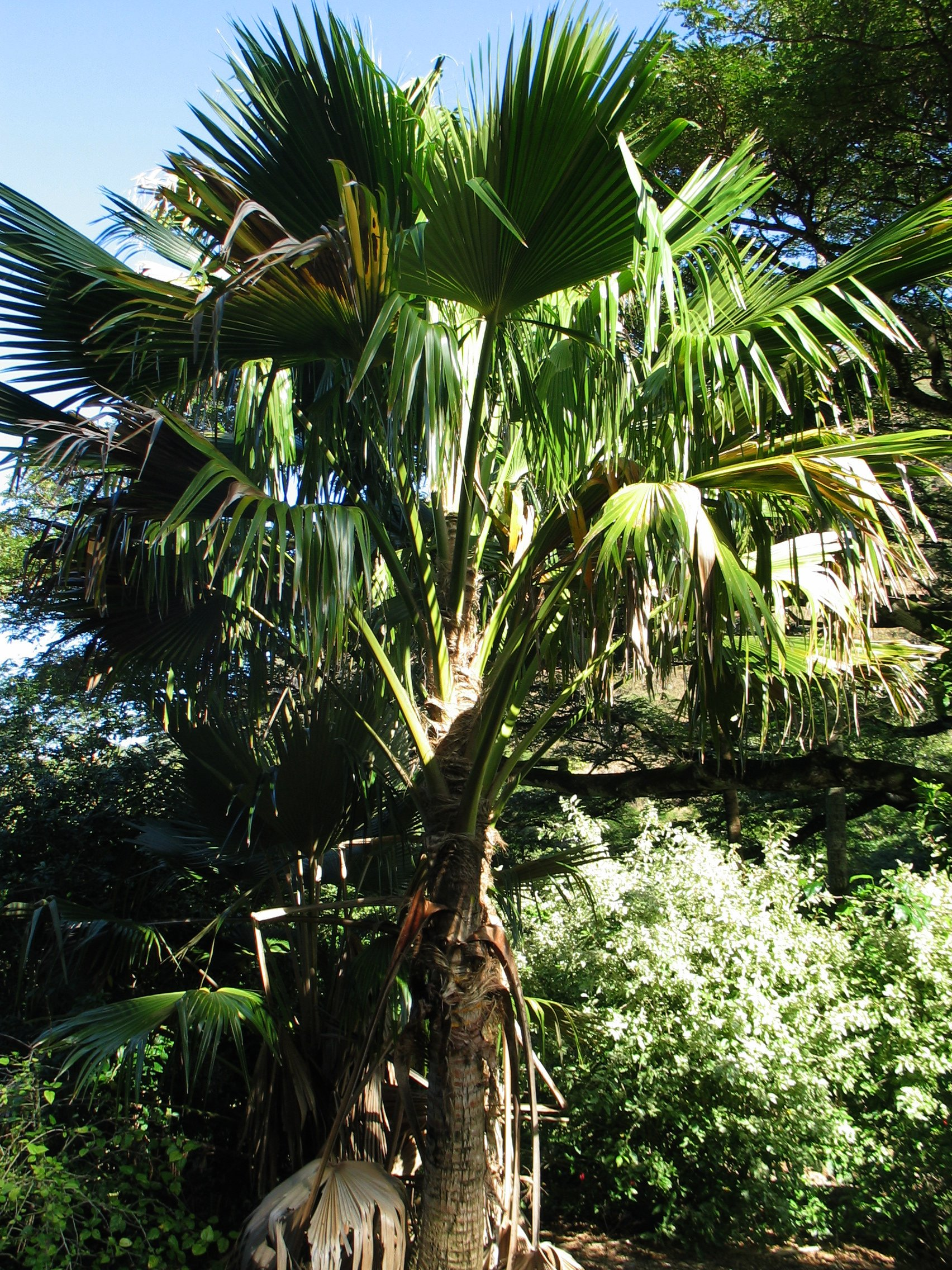
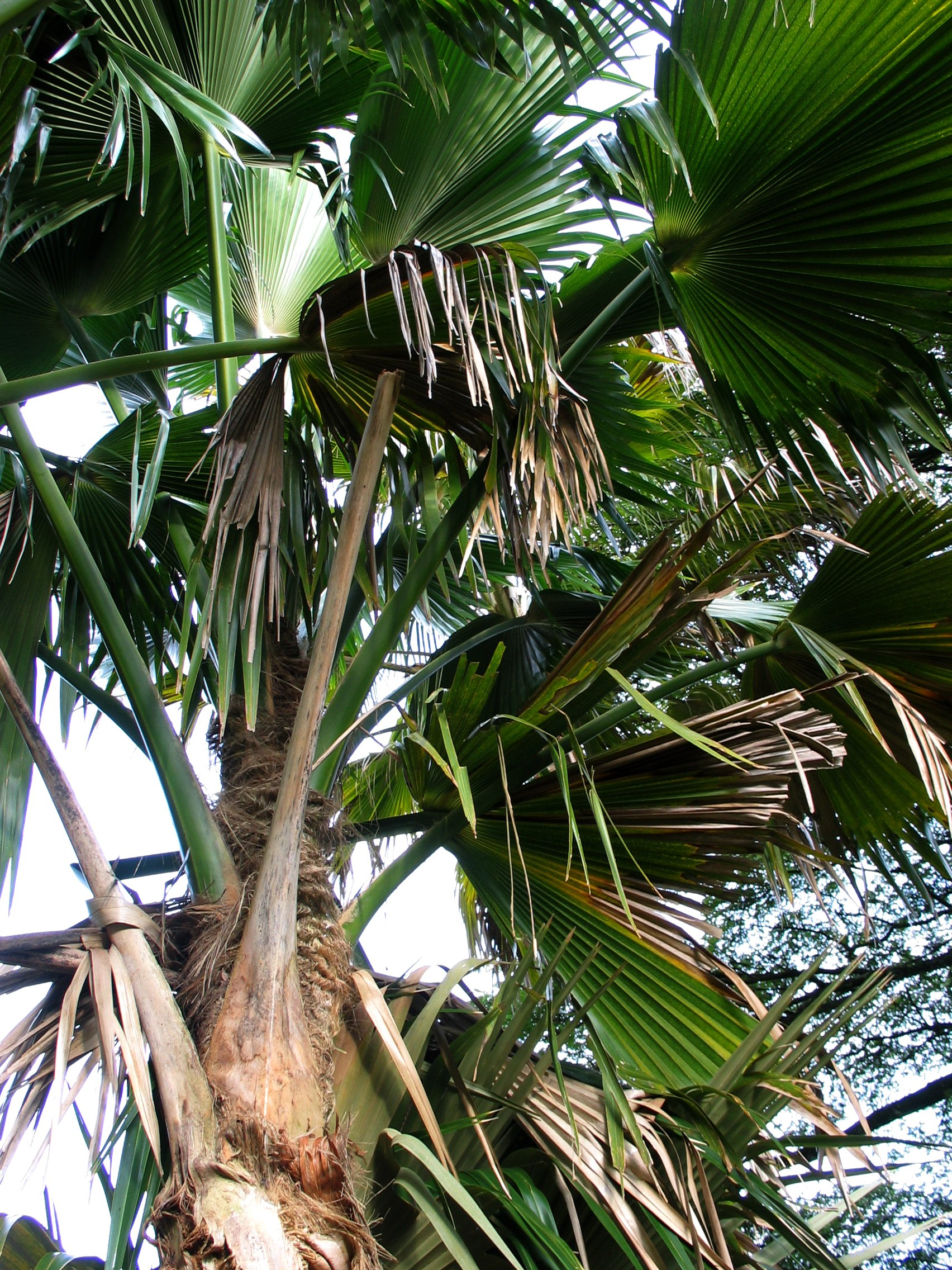